# Het Woldhuis

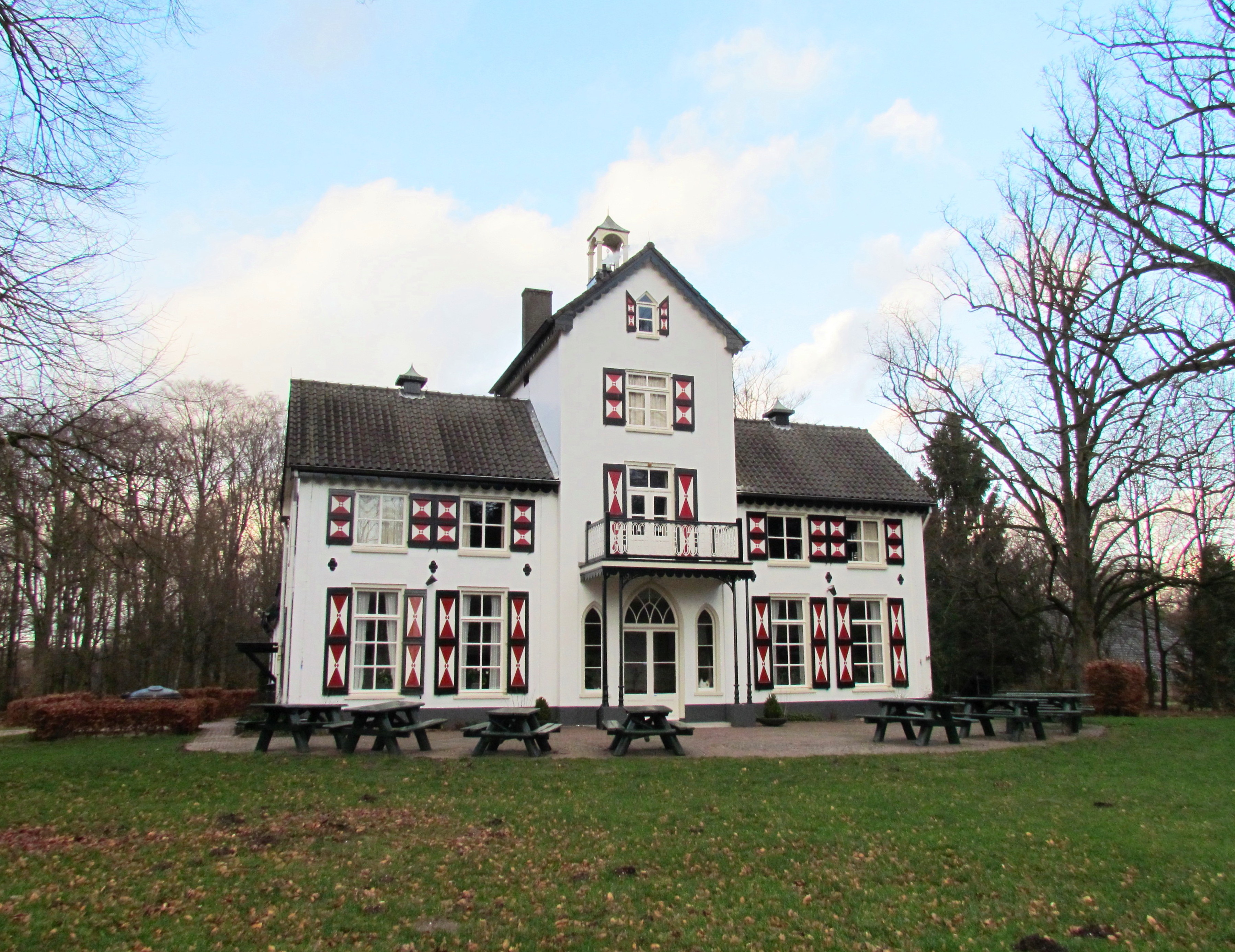
Voorgevel Het Woldhuis (2013)

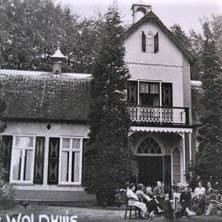
Circa 1900

 Het Woldhuis is een landhuis dat omstreeks 1865 gebouwd is als hoofdgebouw van het landgoed Het Woudhuis. Het ligt op ongeveer 5 kilometer ten oosten van de Nederlandse stad Apeldoorn aan de weg naar Zutphen. Het Woldhuis staat op de gemeentelijke monumentenlijst van Apeldoorn.

## Beschrijving
Het landhuis werd gebouwd in opdracht van de bekende regentenfamilie Tutein Nolthenius, die in 1860 het westelijke deel van het landgoed in eigendom kreeg. De architect is niet bekend. Het huis is gebouwd op basis van een z.g. T-plattegrond met langwerpig middendeel en een voorgevel op het zuiden met middentravee. Het huis bestond oorspronkelijk uit één bouwlaag met zolder onder een rieten zadelkap. De symmetrische voorgevel heeft een risalerend middendeel en met spitsbogige deuropening met dubbele vierruits deuren, waarboven een negenruits bovenlicht tevens in spitsboogmotief. In de voorgevel zijn gietijzeren rozet-ankers in plaats van eenvoudige muurankers aangebracht. Voor de middentravee ligt een terrazzo vloertje. Op de hoeken van dit vloertje staan twee gepleisterde poeren met daarop in totaal vier kolommen. Hiervan zijn er drie van gietijzer en één nagemaakt van hout. Deze kolommen hebben een soort Korinthisch kapiteel op basis van acanthusbladmotief. Boven aan de kolommen zijn decoratieve ijzeren raamwerken met krulwerk aangebracht. Op deze poeren rust een houten balkon. Langs het balkon een druiplijst met halfronde lobben. Het balkon heeft een houten baluster met decoratief gietijzeren spijlenhekwerk. Op de nok is een open vierzijdige dakruiter met klok op vier houten pijlers verbonden door rondbogen en gedekt met een koper gedekt tentdak. Bovenop staat een windwijzer. De beide zijvleugels van de voorbouw hebben ieder vier grote vensters met achtruits schuiframen. Aan de voorzijde is een Engelse landschapstuin aangelegd met gazon en waterpartij, geflankeerd door bomen en struiken. Hierdoor is een zichtas ontstaan die doorkijk biedt naar de Zutphensestraat.
Het Woldhuis is, na een periode van ernstig verval, in bezit gekomen van de gemeente Apeldoorn evenals de delen van het voormalige landgoed die nog niet door de familie Tutein Nolthenius aan de toenmalige pachter waren verkocht. In 1979 is het huis in gebruik genomen door de toenmalige stichting "Bos en Landschap" en grootschalig verbouwd en vergroot tot groepsaccommodatie. Hierbij zijn zo veel mogelijk de oorspronkelijke onderdelen van met name de voorgevel behouden en zijn de uitbreidingen in stijl uitgevoerd. In 1987 is het huis wederom vergroot door aan de achterzijde van het langwerpige volume twee traveeën toe te voegen. Ter weerszijden hiervan zijn afsteken zodat het geheel als het ware een H-plattegrond oplevert.